# ピエール・デュプラ
ピエール・デュプラ（Pierre Duprat 1989年11月26日- ）は、フランスのアジャン出身の柔道選手。階級は73kg級。身長175cm。

## 経歴
2008年のヨーロッパジュニア60kg級で優勝すると、2012年のワールドカップ・オーバーヴァルトでは66kg級で優勝した。その後階級を73kg級に上げると、2013年のグランプリ・デュッセルドルフでIJFワールド柔道ツアー初優勝を果たした。ヨーロッパ選手権では3位だった。2014年にはグランプリ・アスタナで優勝した。世界選手権では3回戦でUAEのビクトル・スクボルトフに敗れた。この際にチームメイトで66kg級のアドリアン・ブルギニョンとともに、会場付近に停車していたバスの窓から自らの尻を曝け出す挑発行為を繰り広げたことにより、フランス柔道連盟は両者に対して2014年12月から2015年3月まで3ヵ月間の大会出場停止処分を科した。2015年7月のヨーロッパ競技大会団体戦では優勝した。2016年のリオデジャネイロオリンピックでは2回戦でロシアのデニス・ヤルツェフに指導1で敗れた。2017年の世界団体では3位になった。

## 主な戦績
- 2008年 - ヨーロッパジュニア　優勝(60kg級)
- 2011年 - ヨーロッパ選手権　団体戦　2位
- 2012年 - ワールドカップ・オーバーヴァルト　優勝(66kg級)
- 2013年 - グランプリ・デュッセルドルフ　優勝
- 2013年 - ヨーロッパ選手権　3位
- 2013年 - グランドスラム・東京　5位
- 2014年 - グランプリ・アスタナ　優勝
- 2014年 - グランプリ・タシュケント　3位
- 2015年 - グランプリ・ザグレブ　3位
- 2015年 - ワールドマスターズ　5位
- 2015年 - ヨーロッパ競技大会　団体戦　優勝
- 2016年 - アフリカオープン・カサブランカ　優勝
- 2017年 - グランドスラム・エカテリンブルグ　3位
- 2017年 - 世界団体　3位

(出典)。